# Barbanza e Iria
Barbanza e Iria es una indicación geográfica protegida, utilizada para designar los vinos de la tierra elaborados con uvas producidas en la zona vitícola de la Ribera de la Ría de Arosa, que comprende los términos municipales de: Catoira, Valga, Puentecesures, Padrón, Dodro, Rianjo, Boiro, A Pobra, Riveira y varias parroquias de Puerto del Son y Lousame, situados en las provincias de La Coruña y Pontevedra, en España.
Esta indicación geográfica fue reglamentada en 2007.

## Variedades de uva
- Tintas: Mencía, Caiño Tinto, Brancellao, Espadeiro, Loureira Tinta y Sousón.
- Blancas: Albariño, Godello, Palomino, Caíño Blanco, Loureira Blanco, Treixadura y Torrontés.